# I quattro figli di Aimone
I quattro figli di Aimone (titolo originale Les quatre fils Aymon) è un racconto francese del XIII secolo.

## Trama
Nota anche con il titolo di Rinaldo di Montalbano (Renaud de Montauban), l'opera narra le avventure di quattro cavalieri, Rinaldo, Alardo, Guicciardo, e Riccardo, ovvero i figli del duca di Aimone (chiamato duca Amone nella tradizione cavalleresca italiana). Sono costretti a fuggire per la morte di Bertolai, nipote di Carlo Magno.
I quattro fratelli trovano riparo presso Yon, re di Guascogna, ma da lui vengono traditi. Qui vengono attaccati dalle forze nemiche. Grazie al cavallo di Rinaldo (Baiardo) e al mago Malagigi, riescono a catturare lo stesso Carlo Magno. L'ultimo attacco viene sostenuto a Trémoigne (Dortmund) ma poi si giunge alla pace. L'opera in seguito si concentra su Rinaldo che va in Terrasanta, per poi morire a Colonia, venendo infine considerato santo a Trémoigne.

## Rappresentazioni
Esistono numerosi manoscritti del XIII e XIV secolo che testimoniano tale canzone, successivamente nel secolo XV l'opera venne adattata in prosa; da una di esse deriva il romanzo cavalleresco.